# Capela de São Gens de Francelos
A Capela de São Gens de Francelos (em galego: Capela de San Xes de Francelos) é uma pequena e simples capela que originariamente pertencia a um antigo mosteiro medieval hoje em dia desaparecido. Na atualidade é o resultado de diversas reconstruções que alteraram totalmente a fábrica original. Sua importância e valor residem em que nas reconstruções aproveitaram-se elementos decorativos e arquitetônicos pré-românicos provenientes das edificações anteriores, magníficos vestígios de um estilo pouco conservado na Galiza.

## Situação
Localiza-se no núcleo populacional da paróquia de Santa María Madalena de Francelos pertencente ao concelho de Ribadavia, na comarca do Ribeiro, a escassos dois quilômetros da vila de Ribadavia.

## História
Sobre sua fundação houve diversas controvérsias. Alguns autores assinalaram a existência de um mosteiro, desde o século IX, de monjas beneditinas ou monges, que foi abandonado ou incorporado ao mosteiro de Celanova e depois passou a ser reguengo dependente da diocese de Tui com o título de Santa Maria no século XII, localizando a existência de um novo mosteiro no século XV. Este,  possivelmente estivesse moi relacionado com o florescimento vitícola da zona.
Analisando a documentação encontra-se a primeira referência a Francelos num manuscrito de 986, que recolhe uma doação ao Mosteiro de San Salvador de Celanova, e num documento do Tombo de Celanova (conservado no Arquivo Histórico Nacional) de 993 aparece uma nova referência ao mosteiro de Francellos, documentando-se assim a existência de uma comunidade monástica.
Qual foi a duração deste mosteiro e quando desapareceu é difícil de determinar. O certo é que num documento de 1156, ditado por Afonso VII no qual se confirma a divisão de dízimos feita entre o bispo de Tui e o Cabido, menciona-se como Igreja de Santa Maria de Francelis. Durante os séculos XII a XIV a entidade populacional Francelos segue a aparecer em documentos, como no de 1176 no qual Fernando II outorgou em reguengo o couto de Francelos ao Mosteiro de Santa María de Melón e outros documentos, ainda que neles não haja menções expressas à ermida. Disgregada a comunidade, os seus moradores incorporam-se à comunidade do Mosteiro de Celanova.
Assim, a primeira cita a capela de Francelos é um foro de 1424 que o Cabido de Tui faz aos moradores da ermida. Desde esta data, em múltiplos documentos de foros, arrendamentos e outros negócios jurídicos aparece plenamente identificada a ermida.
Supõe-se que são de Francelos as moedas visigóticas galegas que levam a lenda fravcello y fr. avcel. Hoje em dia, o orago da Igreja já não é a originária de Santa Maria Madalena, mas foi mudado pela de San Xes ("São Gens").

## Descrição
A atual estrutura é de uma só nave de planta retangular com uma orientação Leste - Oeste, com umas medidas de 8,6 metros de longo por 5,75 de largo. Está coberto com telhado de madeira a duas águas. Os muros compõem-se nomeadamente de alvenaria e entre eles inseridos elementos pré-românicos e alguns perpianhos bem lavrados.
Nos trabalhos de escavações arqueológicas comprovou-se que os atuais muros não correspondem com o primitivo edifício, do qual não se encontraram os alicerces, o que faz supor que a localização da construção original estaria nas imediações.

### Fachada
Os elementos que formam o vão de acesso à atual capela deveram corresponder ao original arco triunfal que dava passo à abside desde a nave, como apontaram entre outros autores Lorenzo Fernández e García Álvarez.
A fachada situa-se ao abeiro de um adro coberto com um telhado de madeira apoiado sobre pilastras.
A porta principal compõe-se de um arco de ferradura de aduelagem assimétrica (número par de aduelas e desmonte radial) e que foi modificado com a introdução de um lintel aduelado. O conjunto acusa uma evidente afinidade com a arte visigótica. Nas obras de restauro descobriram que o arco não realiza função construtiva (por dentro há alvenaria, as aduelas não chegam ao interior) pelo que se especula que se trate de uma reposição.
O arco apóia sobre duas semi-colunas de fuste monolítico decorados com ondulantes motivos vegetais e encostados às jambas. A decoração sugere novamente o estilo visigodo, e o fato de as colunas se encontrarem encostadas às jambas, à arte asturiana pré-românica, a exemplos como o da Igreja de Santa María del Naranco, apesar de nesta última os motivos e formas decorativas serem bem diferentes.
Os fustes apóiam em bases compostas por plinto, dois bocéis e uma sémi-escócia. Os orifícios nas basas poderiam corresponder à existência de uma cancela de fechamento.
Os capitéis são entregues e em forma de ábaco retilíneo decorado por quatro filas de carnosas folhas,  pertencendo a uma tipologia degenerada do tipo visigodo (por sua vez baseado no romano coríntio). No extremo superior direito do capitel direito pode-se ver um corpo circular e sob este outra figura em forma de 'S'. Estes capitéis apresentam semelhanças com os da asturiana Igreja de San Miguel de Lillo ou os de San Salvador de Priesca, produto da colhida de elementos do estilo tradicional visigodo e influências da arte ramirense.
A decoração dos capitéis prolonga-se em relevos gravados diretamente no perpianho semelhantes aos de San Xoan de Camba (Castro Caldelas). Em ambos os lados aparecem representados uma personagem aureolada montada num asno que leva na mão um possível ramo e figuras com túnicas saindo ao passo (duas no da direita e uma no da esquerda). São de talha muito plana com o fundo rebaixado e enquadram-se por um ressalto reto e ajustado as figuras em pé. Sobre a interpretação desta representação existem várias teorias que coincidem em assinalar que se trata de cenas bíblicas:
- Uma primeira teoria defende que representam, um a Entrada triunfal de Jesus em Jerusalém e o outro a Fuga para o Egito.

- Uma segunda teoria defende que um representa a Entrada de Jesus em Jerusalém e o outro a Balaam detido pelo Anjo.

- Uma terceira considera que se trata de um desdobramento da mesma cena, quer a Entrada em Jerusalém, quer a Fuga para o Egito.

A disposição em frisos dos relevos buscando destacar a horizontalidade leva ao jeito de fazer visigodo, mas na contra, a técnica da lavra utilizada não foi a de bisel própria deste estilo, ao contrário, apresenta semelhanças com a arte asturiana ou ramirense.
A porta principal flanqueia-se por dois vãos:
O vão esquerdo é quadrado com derrame interior e exterior.

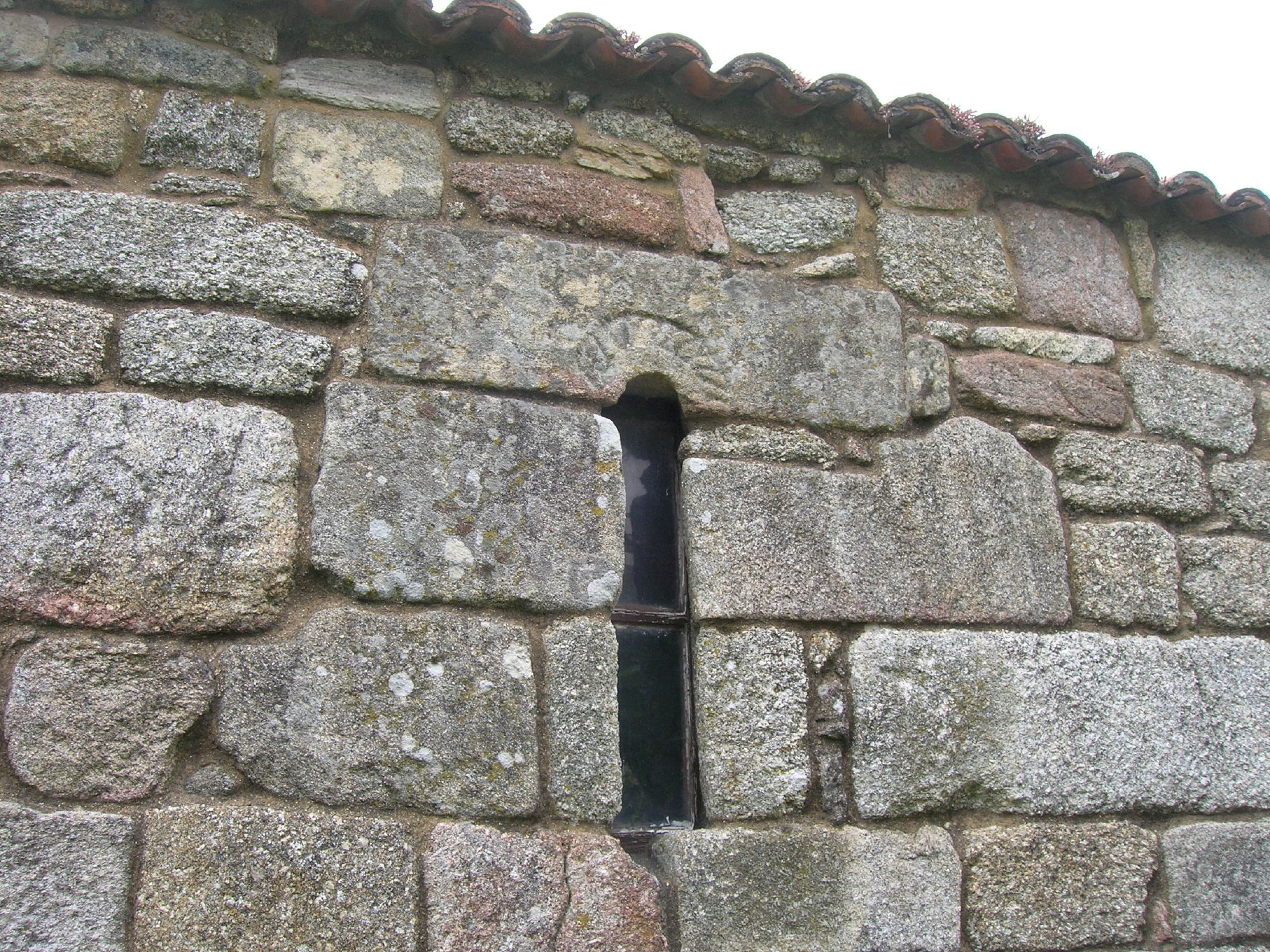
Seteira pré-românica no muro Sul

O vão direito apresenta um arco de volta perfeita e tapa-se com uma gelosia em pedra de 90 centímetros de largo e 146,5 centímetros de alto. A gelosia apresenta um calado de duas rosáceas de oito pétalas superpostas e triangulinhos intercalados entre as folhas, e na cima três arquinhos de ferradura. A gelosia enquadra-se com uma moldura de 3 cm de largo com um baquetão soguedado e enquadrado por sua vez por um talho serpenteante com cachos, e no mais alto quatro aves enfrentadas por pares picando nos cachos. O estilo ou estilos desta peça dividem aos autores, já que alguns vêm influências visigodas, outros moçárabes e outros da arte asturiana tardia.
A fachada termina numa espadana composta por um só vão.

### Peças em outras partes da capela
No transcurso das obras de restauro foram encontrados diversos elementos pré-românicos fazendo parte dos muros, bem como pinturas barrocas no interior.
No muro meridional abre-se um estreito vão em forma de seteira com um amplo afunilamento para o interior apresentando um arco decorado com um junquilho sogueado, arco mutilado que na atualidade apresenta forma de meio ponto.
No muro oriental encontra-se um perpianho terminado num consolo com decoração de sogueado. Na base do beirado do telhado outro perpianho com sogueado terminado por um junquilho.
Na cabeceira encontrou-se um perpianho enquadrado por uma moldura com forma de alfiz, além de uma rosácea de oito pétalas enquadradas por uma moldura circular.
No muro Norte, colocadas horizontalmente e visíveis desde o interior uma e outra desde o exterior, duas pilastras que formariam casal divididas em três faixas paralelas com um junquilho central e os laterais com sogueado, formando uma decoração em espinha de peixe.
No muro Sul um pequeno nicho decorado com um junquilho sogueado.
Outras peças foram documentadas espargidas pelas casas de Francelos: quatro jambas, um troço de coluna, um troço de cornija moldurada em nacela, um troço de pilastra sogueada.

### Interior: Pinturas e retábulo
São pinturas barrocas feitas ao fresco situadas aos lados do altar. Encontram-se em mal estado de conservação e representam cortinados e estrelas inseridas em círculos.
Na testeira situa-se o retábulo barroco, apoiado num banco decorado com pinturas de estilo similar às dos muros. É um retábulo estruturado num só corpo com prelada e ático. Distribui-se em três ruas com a central ressaltada. Os nichos apresentam arcos de meio ponto e com os fundos policromados.

## Trabalhos arqueológicos
A Asociación Marcelo Macías, por ocasião das obras de restauro, propôs a realização de catas arqueológicas, que deram como resultado a descoberta de uma necrópole composta por um total de nove tumbas de crianças de curta idade feitas em granito degradado e sem coberta, orientadas Oeste - Leste. Nelas encontraram-se algum resto ósseo e quase nenhum enxoval.